# 橘俊綱
橘 俊綱（たちばな の としつな）は、平安時代中期から後期にかけての貴族・歌人。藤原北家、関白・藤原頼通の次男。讃岐守・橘俊遠の養子。官位は正四位上・修理大夫。

## 経歴
摂政・関白・太政大臣を務めた藤原頼通の次男として生まれるが、頼通の正室・隆姫女王の嫉妬心のために、讃岐守・橘俊遠の養子とされる。『今鏡』によると、俊綱の母・祇子は俊綱を懐妊したのちに橘俊遠の室となったが、懐妊がはっきりしない頃であったため、俊綱をそのまま俊遠の子としたともいう。実際には、以降も祇子は頼通の子を儲けているため、隆姫への配慮のために、懐妊した祇子と俊遠を形式的に夫婦としたとも考えられる。
後冷泉朝にて越前権守・尾張守を経て、天喜4年（1056年）従四位下に叙せられる。その後も、丹波守・播磨守・讃岐守と上国の国司を歴任する。このような順調な受領生活を可能としたのは、実父・頼通の庇護が大きく影響していたためと考えられる。
延久6年（1074年）頼通が没するが、それまでの長い受領生活の間に蓄積した莫大な財力を背景としながらも、俊綱の妻の兄弟である源隆俊の孫娘・藤原賢子は白河天皇に入内して同年に中宮に冊立されるなど、自らの血縁関係を巧みに利用ながら白河天皇の後宮に力を延ばしていたらしく、承保4年（1077年）には大国の近江守に任ぜられている。
その後、承保3年（1076年）内蔵頭、承暦2年（1078年）修理大夫と京官も務めるが、いずれも大規模な財政基盤を要する官司であり、俊綱の財力が見込まれてこれらの補任が行われた様子が窺われる>。
寛治7年12月（1094年1月）に自ら造営を手がけた別邸・伏見山荘が焼亡すると、約半年後の翌寛治8年（1094年）6月頃重病により出家し、7月14日に卒去。享年67。最終官位は正四位上修理大夫兼近江守。

## 人物
造園に造詣が深く、日本最古の庭園書である『作庭記』の著者の有力候補とされる。巨椋池を一望にする景勝地・指月の丘（現在の桃山丘陵の南麓）に造営された伏見山荘は、俊綱自ら造園を行い「風流勝他、水石幽奇也」と賞賛された。『今鏡』において、弟・藤原師実が伏見山荘を突然訪ねるも俊綱が豪奢にもてなした話や、俊綱が白河院に対して、院が造営した鳥羽殿より伏見山荘の方が優れていると問答をしたとの話が語られている。
歌人としても活躍し、特に伏見山荘は「伏見にては、時の歌詠みども集へて、和歌の会絶ゆるよなかりけり。」（『今鏡』140段）とあり、伏見山荘で頻繁に歌会が開催されていたことが窺われる。『後拾遺和歌集』（4首）以下の勅撰和歌集に13首が入集。
笙・琵琶など音楽にも優れていたという。

## 説話
『宇治拾遺物語』には、昔尾張国の俊綱（すんごう）と言う僧侶であった時、熱田神宮の大宮司に侮辱を受けたが、のちに関白の息子として生まれ変わり尾張守となって、今度は熱田神宮の大宮司にかつての雪辱をした、との説話がある。
『十訓抄』等にも俊綱に関する説話がある。

## 官歴
注記のないものは『官職秘抄』による。
- 永承3年（1048年） 3月2日：見越前権守[11]
- 永承7年（1052年）頃 尾張守[12]
- 天喜4年（1056年） 2月22日：従四位下[13]。4月30日：見丹波守[14]
- 治暦2年（1066年） 日付不詳：播磨守
- 延久2年（1070年） 日付不詳：讃岐守
- 承保2年（1075年） 日付不詳：止讃岐守
- 承保3年（1076年） 正月：内蔵頭[15]
- 承保4年（1077年） 正月：近江守[16]。日付不詳：止内蔵頭
- 承暦2年（1078年） 3月19日：見修理大夫正四位下兼近江守。4月28日?：兼但馬守[17]
- 永保元年（1081年） 日付不詳：止但馬守
- 時期不詳：正四位上
- 寛治7年（1093年）10月18日：兼近江守[18]
- 寛治8年（1094年） 6月：出家。7月14日：卒去（正四位上修理大夫兼近江守）[19]

## 系譜
- 父：藤原頼通
- 母：藤原祇子 - 藤原頼成の娘
- 妻：源隆国の娘
  - 男子：藤原家光 - 藤原家忠の養子
- 生母不明の子女
  - 男子：橘兼長
  - 女子：鳥羽天皇藤壺女御
  - 女子：源師忠室
- 養子女
  - 男子：源師頼[19]（1068-1139） - 源俊房嫡男
  - 男子：源俊頼[19]（1055-1129） - 源経信三男